# Meczet Bajazyda II
Meczet Bajazyda II  (tr. Beyazidye Camii, zwany również Meczetem Gołębi) – meczet w Turcji znajdujący się w Stambule, w dystrykcie Fatih, leżący po wschodniej stronie placu Bajazyda.
Nie wiadomo dokładnie kiedy został wybudowany i przez kogo. W źródłach podaje się dwie daty: okres panowania Bajazyda II 1481-1512, lub Hayrettina Paszy 1501-1506, natomiast za budowniczych uznaje się albo Hayreddina, albo budowniczego Yakupşah bin Sultanşah.
W skład meczetu oprócz samego meczetu wchodzi kuchnia (imaret), dwa mauzolea (türbe) Bajazyda II oraz jego córki Selçuk Hatun, Medresa, dom pielgrzymów (Imaret), szkoła koraniczna (mekteb), karawanseraj, łaźnie (hamam). Plan meczetu jest zbliżony do planu Hagii Sophii. Meczet jest przykładem klasycznej osmańskiej architektury meczetów. Dziedziniec otaczają kopuły oparte na porfirowych i granitowych kolumnach. W centrum dziedzińca znajduje się fontanna. W rogach meczetu znajdują się dwa minarety z jednym krużgankiem i ośmioma kolorowymi obręczami.
W pobliżu meczetu znajduje się wieża Bajazyda – 85-metrowa marmurowa wieża wybudowana na rozkaz sułtana Mahmuda II w 1828 przez architekta Senekerim Kahya Balyan. Cztery piętra wieży noszą nazwy: Straż, Sygnał, Kosz i Sztandar. Wypatrywano z niej w przeszłości pożarów.
Sułtan Abdulhamid II w budynkach imaretu i karawanseraju w 1884 roku otworzył państwową bibliotekę Bejazyda.